# Morskie przejście graniczne Gdańsk-Port
Morskie przejście graniczne Gdańsk-Port – polskie morskie przejście graniczne zlokalizowane w Gdańsku, może się na nim odbywać ruch osobowy i towarowy. Przejście obsługuje przede wszystkim ruch graniczny portu morskiego Gdańsk.
Obsługiwane jest przez Morski Oddział Straży Granicznej – placówkę w Gdańsku.
W 2008 roku przekroczeń granicy dokonało tu 18,1 tys. osób. 
W 2006 roku dokonano 191 kontroli jednostek rybackich (statki rybackie, kutry i łodzie) oraz 302 kontroli jachtów i łodzi sportowych.
Przejście zostało formalnie ustanowione w 1961 roku.
W 2001 roku zostało ustanowione nowe morskie przejście graniczne Gdańsk-Port Północny oraz została zmieniona nazwa przejścia Gdańsk na Gdańsk-Nowy Port. W 2008 roku zostało zniesione przejście graniczne Gdańsk-Port Północny, a nazwę przejścia Gdańsk-Nowy Port zmieniono na Gdańsk-Port.